# Шмид, Томми
Томми Шмид (норв. Tommy Schmid род. 12 апреля 1988 года в Тронхейме) — швейцарский двоеборец, участник Олимпийских игр 2010 года.
В Кубке мира Шмид дебютировал в 2007 году, в феврале 2008 года единственный раз попал в тройку лучших на этапе Кубка мира, в спринте. Кроме подиума на имеет одно попадание в десятку лучших на этапах Кубка мира в командной гонке. Лучшим достижением в итоговом зачёте Кубка мира для Шмида является 34-е место в сезоне 2007-08.
На Олимпиаде-2010 в Ванкувере стал 9-м в команде, кроме того занял 40-е место в соревнованиях с нормального трамплина + 10 км и 16-е место в соревнованиях на большом трамплине + 10 км.
За свою карьеру в чемпионатах мира участия не принимал.
В 2011 году на Универсиаде в турецком Эрзуруме выиграл золото в индивидуальной гонке и бронзу в масс-старте.
Завершил карьеру в феврале 2011 года.
Использовал лыжи и ботинки производства фирмы Fischer.

## Семья
Томми Шмид происходит из спортивной семьи: его мать Рут возглавляет отдел лыжного двоеборья в норвежской федерации лыжного спорта, отец Рудольф — известный тренер по лыжным гонкам, брат Ян входит в сборную Норвегии по лыжному двоеборью, выигрывал медали на Олимпийских играх и чемпионатах мира, а сестра Марит является членом сборной Норвегии по спортивной гимнастике.